# Ривер Сонг
Ривер Сонг (имя при рождении — Мелоди Понд, сокращённо — Мэлс; родилась в LII (52) веке, астероид Прибежище Демонов; сохранена (умерла) в LI (51) веке, в Библиотеке) — персонаж британского научно-фантастического телесериала «Доктор Кто», созданный Стивеном Моффатом, третья и последняя регенерация Мелоди Понд. Бывший главный сценарист сериала Расселл Ти Дейвис говорил, что она является одним из самых важных персонажей, что подтвердилось в седьмой серии 6 сезона.

## История
Впервые Ривер Сонг появилась в сериале в 2008 году («Тишина в библиотеке»/«Лес мертвецов»). Тогда, в 51 веке, она заявила Доктору, что является тем человеком, которому он полностью доверяет. У Ривер была его звуковая отвёртка, но более мощная и с новыми функциями, а также дневник, содержащий информацию о Докторе, в том числе о его будущем (поскольку она уже встречала его в своём прошлом, но в его будущем), но она не позволяет Доктору прочитать его, говоря, что он содержит спойлеры. В конце серии она жертвует собой и навсегда остаётся в памяти суперкомпьютера. Таким образом, эта встреча была первой для Доктора, но последней для Ривер.
Затем Ривер вновь появилась в сезоне 2010 года, встретившись с Одиннадцатым Доктором (Мэтт Смит). Это была более ранняя точка её временной линии. В сериях «Время ангелов»/«Плоть и камень» выясняется, что Ривер сидит в тюрьме за «убийство самого лучшего человека, которого она знала». В то же время она называла Доктора «самым лучшим человеком, которого она когда-либо знала». Неоднократно она говорила ему, что они встретятся, когда «Пандорика» откроется.
В сериях «Пандорика открывается»/«Большой взрыв» Ривер сбегает из тюрьмы, чтобы передать Доктору послание-картину Ван Гога «Пандорика открывается», на которой была изображена взрывающаяся ТАРДИС. Невольно она заманивает Доктора в 102 год нашей эры, где его запирают в Пандорике. Ривер оказывается в ТАРДИС во время взрыва, почти уничтожившего вселенную. После стирания Доктора из вселенной пустой дневник Ривер помогает Эми Понд его вспомнить. Забирая книгу обратно, Ривер говорит Доктору, что скоро встретит его и «всё изменится».
В серии «Хороший человек идёт на войну» выясняется, что Ривер — это Мелоди Понд, новорождённая дочь Эми и Рори, которая в этом же эпизоде была похищена неизвестными врагами Доктора. В серии обыгрываются значения английских слов river (река) и pond (пруд), а также melody (мелодия, музыка) и song (песня) и объясняется предсказание, звучавшее в предыдущих сериях: «Единственная вода в лесу — это река».
В серии «Давайте убьём Гитлера» появляется новый персонаж по имени Мэлс, лучшая подруга детства Эми Понд и Рори, в честь которой Эми назвала свою дочь. Выясняется, что Мэлс — это Мелоди, и получается, что, как подметил Доктор, Эми Понд «назвала свою дочь в честь своей дочери». Выясняется, что у Мелоди есть способности к регенерации, как у Повелителей Времени. В этой серии Мэлс регенерирует и становится уже знакомой зрителям Ривер Сонг (в облике актрисы Алекс Кингстон). Почти сразу после этого Ривер убивает Доктора смертельным ядом, блокирующим его самостоятельную регенерацию, но, увидев мёртвого Доктора, передумывает и воскрешает его, потратив все свои оставшиеся регенерации. В конце серии она улетает учиться на археолога и начинает активно изучать жизнь Доктора, чтобы помогать ему в нужные моменты.
В серии «Время на исходе» Мадам Ковариан находит Ривер Сонг и насильно облачает её в модифицированный скафандр астронавта с «Аполлона» (при этом Ривер не может управлять движениями скафандра, он двигается сам по себе), для того чтобы убить Доктора на озере Силенсио.
В серии «Свадьба Ривер Сонг» Ривер выходит замуж за Доктора. Сюжет серии строится на том, что, оказавшись в скафандре на озере, Ривер отказывается убить Доктора, разрядив оружейную систему. Она переписывает зафиксированную точку во времени и таким образом создаёт альтернативную вселенную, где время застряло на 5.02 вечера — времени, когда должен был умереть Доктор. Однако когда Доктор и Ривер соприкасаются, это снова переносит их в тот ключевой момент на озере. В конце серии проходит нечто вроде свадебной церемонии, во время которой Доктор целует Ривер, и их соприкосновение снова возвращает их в тот момент. Ривер стреляет в Доктора и убивает его, но он находит способ спастись. В самом конце серии Ривер открывает Эми, что Доктор, в которого она стреляла, был не настоящим, а роботокопией-Теселектой, а настоящий Доктор в это время находился внутри робота в уменьшенном виде.
Ривер также появляется в бонусе в DVD шестого сезона «Ночь и Доктор» в эпизодах «Первая ночь» и «Последняя ночь».
В серии «Ангелы захватывают Манхэттен» Ривер появляется после долгого отсутствия. Доктор находит в пиджаке книгу — детектив, написанный Мелоди Мелоун, которая и является Ривер. Как оказывается, в книге описываются события, произошедшие с Эми, Рори и Доктором.
Ривер присутствует как сторонний наблюдатель, но в конце она помогает Эми принять верное решение, о чём потом переживает, и пишет книгу, которую потом отправляет Эми и Рори. На предложение Доктора остаться с ним и продолжить путешествовать, она отвечает «Когда и куда угодно, но не навсегда. ТАРДИС хватит и одного психопата».
В серии «Имя Доктора» появляется «эхо» Ривер, записанное и сохранённое в Библиотеке, но это эхо обладает знаниями обо всех происходящих в жизни Доктора событиях.
В серии «Мужья Ривер Сонг» происходит последнее свидание Доктора и Ривер перед тем, как она отправится в Библиотеку (при этом она поначалу не может узнать Доктора, так как не знает о его новом цикле регенераций).

### Онлайн-появления
Алекс Кингстон от имени Ривер Сонг озвучивала «Файлы монстров», документальный раздел на официальном сайте Доктора Кто, посвящённый пришельцам в сериале. Ранее раздел озвучивал Джон Бэрроумен (Джек Харкнесс).

## Производство
Расселл Ти Дейвис представлял Ривер как «жену Доктора», изначально планировалось пригласить на эту роль Кейт Уинслет. В итоге роль досталась Алекс Кингстон, про которую Дейвис сказал: «Я, черт возьми, люблю её!»

## Товары
Официально выпущены игрушки, связанные с Ривер Сонг, — её фигурка и модель «будущей звуковой отвёртки».

## Появления в «Докторе Кто»
| Номер | #   | Серия                             | Оригинальное название                     | Сценарист     | Режиссёр  | Дата выхода             | Код      |
| ----- | --- | --------------------------------- | ----------------------------------------- | ------------- | --------- | ----------------------- | -------- |
| 195   | 8 9 | Тишина в библиотеке Лес мертвецов | Silence in the Library Forest of the Dead | Стивен Моффат | Эйрос Лин | 31 мая 2008 7 июня 2008 | 4.9 4.10 |

| Номер | #     | Серия                               | Оригинальное название            | Сценарист     | Режиссёр   | Дата выхода               | Код       |
| ----- | ----- | ----------------------------------- | -------------------------------- | ------------- | ---------- | ------------------------- | --------- |
| 206   | 4 5   | Время ангелов Плоть и камень        | Time of Angels Flesh and Stone   | Стивен Моффат | Адам Смит  | 24 апреля 2010 1 мая 2010 | 1.4 1.5   |
| 212   | 12 13 | Пандорика открывается Большой взрыв | The Pandorica Opens The Big Bang | Стивен Моффат | Тоби Хэйнс | 19 июня 2010 26 июня 2010 | 1.12 1.13 |

| Номер | #   | Серия                           | Оригинальное название                    | Сценарист     | Режиссёр      | Дата выхода                   | Код     |
| ----- | --- | ------------------------------- | ---------------------------------------- | ------------- | ------------- | ----------------------------- | ------- |
| 214   | 1 2 | Невозможный астронавт День Луны | The Impossible Astronaut Day of the Moon | Стивен Моффат | Тоби Хэйнс    | 23 апреля 2011 30 апреля 2011 | 2.1 2.2 |
| 218   | 7   | Хороший человек идёт на войну   | A Good Man Goes to War                   | Стивен Моффат | Питер Хоар    | 4 Июня 2011                   | 2.7     |
| 219   | 8   | Давай убьём Гитлера             | Let’s Kill Hitler                        | Стивен Моффат | Ричард Сениор | 27 августа 2011               | 2.8     |
| 223   | 12  | Время на исходе                 | Closing Time                             | Гарет Робертс | Стив Хьюз     | 24 сентября 2011              | 2.12    |
| 224   | 13  | Свадьба Ривер Сонг              | The Wedding of River Song                | Стивен Моффат | Джереми Уэбб  | 1 октября 2011                | 2.13    |

| Номер | #  | Серия                        | Оригинальное название     | Сценарист     | Режиссёр    | Дата выхода      |
| ----- | -- | ---------------------------- | ------------------------- | ------------- | ----------- | ---------------- |
| 230   | 5  | Ангелы захватывают Манхэттен | The Angels Take Manhattan | Стивен Моффат | Ник Харран  | 29 сентября 2012 |
| 239   | 14 | Имя Доктора                  | The Name of The Doctor    | Стивен Моффат | Сол Мецстин | 18 мая 2013      |

| Номер | # | Серия            | Оригинальное название      | Сценарист     | Режиссёр         | Дата выхода     |
| ----- | - | ---------------- | -------------------------- | ------------- | ---------------- | --------------- |
| 263   | — | Мужья Ривер Сонг | The Husbands of River Song | Стивен Моффат | Дуглас Маккиннон | 25 декабря 2015 |